# Promozione Toscana 1988-1989
Nella stagione 1988-1989 la Promozione era sesto livello del calcio italiano (il massimo livello regionale). Qui vi sono le statistiche relative al campionato in Toscana.
Il campionato è strutturato in vari gironi all'italiana su base regionale, gestiti dai Comitati Regionali di competenza. Promozioni alla categoria superiore e retrocessioni in quella inferiore non erano sempre omogenee; erano quantificate all'inizio del campionato dal Comitato Regionale secondo le direttive stabilite dalla Lega Nazionale Dilettanti, ma flessibili, in relazione al numero delle società retrocesse dal Campionato Interregionale e perciò, a seconda delle varie situazioni regionali, la fine del campionato poteva avere degli spareggi sia di promozione che di retrocessione.

## Girone A

### Squadre partecipanti
| Squadra                 | Città                          |
| ----------------------- | ------------------------------ |
| A.C. Aglianese          | Agliana                        |
| A.C. Alabastri Volterra | Volterra (PI)                  |
| S.S. Audace             | Portoferraio (LI)              |
| A.S. Calzaturieri       | Santa Maria a Monte (PI)       |
| A.S. Camaiore           | Camaiore (LU)                  |
| Pol. Cascina            | Cascina (PI)                   |
| U.S. Castelnuovo        | Castelnuovo di Garfagnana (LU) |
| U.S. Donoratico         | Donoratico (LI)                |
| S.S. Folgor Marlia      | Capannori (LU)                 |
| U.S. Forte dei Marmi    | Forte dei Marmi (LU)           |
| U.S. Fucecchio          | Fucecchio (FI)                 |
| U.S. Grosseto           | Grosseto                       |
| U.S. Manciano           | Manciano (GR)                  |
| U.S. Perignano          | Lari (Italia) (PI)             |
| U.S. Ponte a Moriano    | Lucca (LU)                     |
| U.S. Querceta           | Seravezza (LU)                 |
| S.S. Sextum             | Bientina (PI)                  |
| A.S. Venturina          | Venturina Terme (LI)           |

### Classifica finale
|  | Pos. | Squadra             | Pt | G  | V  | N  | P  | GF | GS | DR  |
|  | ---- | ------------------- | -- | -- | -- | -- | -- | -- | -- | --- |
|  | 1.   | Camaiore            | 49 | 34 | 19 | 11 | 4  | 51 | 23 | +28 |
|  | 2.   | Grosseto            | 47 | 34 | 19 | 9  | 6  | 48 | 17 | +31 |
|  | 3.   | Querceta            | 41 | 34 | 13 | 15 | 6  | 48 | 30 | +18 |
|  | 4.   | Venturina           | 41 | 34 | 14 | 13 | 7  | 33 | 18 | +15 |
|  | 5.   | Cascina             | 40 | 34 | 14 | 12 | 8  | 31 | 21 | +10 |
|  | 6.   | Fucecchio           | 37 | 34 | 13 | 11 | 10 | 42 | 33 | +9  |
|  | 7.   | Alabastri Volterra  | 36 | 34 | 11 | 14 | 9  | 35 | 27 | +8  |
|  | 8.   | Donoratico          | 36 | 34 | 11 | 14 | 9  | 29 | 23 | +6  |
|  | 9.   | Castelnuovo         | 36 | 34 | 11 | 14 | 9  | 29 | 28 | +1  |
|  | 10.  | Forte dei Marmi     | 35 | 34 | 12 | 11 | 11 | 29 | 27 | +2  |
|  | 11.  | Perignano           | 34 | 34 | 9  | 16 | 9  | 30 | 30 | 0   |
|  | 12.  | Calzaturieri        | 31 | 34 | 9  | 13 | 12 | 31 | 36 | -5  |
|  | 13.  | Folgor Marlia       | 29 | 34 | 5  | 19 | 10 | 27 | 37 | -10 |
|  | 14.  | Sextum              | 29 | 34 | 8  | 13 | 13 | 31 | 35 | -4  |
|  | 15.  | Audace Portoferraio | 28 | 34 | 9  | 10 | 15 | 36 | 46 | -10 |
|  | 16.  | Manciano            | 27 | 34 | 7  | 13 | 14 | 26 | 44 | -18 |
|  | 17.  | Aglianese           | 25 | 34 | 7  | 11 | 16 | 18 | 40 | -22 |
|  | 18.  | Ponte a Moriano     | 11 | 34 | 3  | 5  | 26 | 13 | 72 | -59 |

## Girone B

### Squadre partecipanti
| Squadra                   | Città                           |
| ------------------------- | ------------------------------- |
| U.S. Antella              | Bagno a Ripoli (FI)             |
| Pol. Audax Rufina         | Rufina (FI)                     |
| G.S. Borgo Sansepolcro    | Sansepolcro (AR)                |
| U.S. Cavriglia            | Cavriglia (AR)                  |
| U.S. Cortona Camucia      | Cortona (AR)                    |
| A.G. Dicomano             | Dicomano (FI)                   |
| Pol. Firenze Ovest        | Firenze (FI)                    |
| A.C. Foiano               | Foiano della Chiana (AR)        |
| U.S. Juventus Tavola      | Tavola (PO)                     |
| A.S. Lastrigiana          | Lastra a Signa (FI)             |
| Pol. Nuova Società Chiusi | Chiusi (SI)                     |
| U.S. Pontassieve          | Pontassieve (FI)                |
| U.S. Sangimignanese       | San Gimignano (SI)              |
| A.C. Sangiovannese        | San Giovanni Valdarno (AR)      |
| A.S. Sestese Calcio       | Sesto Fiorentino (FI)           |
| U.S. Soci                 | Soci (Bibbiena) (AR)            |
| G.S. Staggia              | Staggia Senese (SI)             |
| U.S. Tegoleto             | Civitella in Val di Chiana (AR) |

### Classifica finale
|  | Pos. | Squadra              | Pt | G  | V  | N  | P  | GF | GS | DR  |
|  | ---- | -------------------- | -- | -- | -- | -- | -- | -- | -- | --- |
|  | 1.   | Pontassieve          | 51 | 34 | 19 | 13 | 2  | 43 | 18 | +25 |
|  | 2.   | Sestese              | 46 | 34 | 20 | 6  | 8  | 47 | 19 | +28 |
|  | 3.   | Sangiovannese        | 46 | 34 | 17 | 12 | 5  | 39 | 23 | +16 |
|  | 4.   | Lastrigiana          | 40 | 34 | 13 | 14 | 7  | 34 | 27 | +7  |
|  | 5.   | Antella              | 37 | 34 | 14 | 9  | 11 | 39 | 35 | +4  |
|  | 6.   | Cavriglia            | 35 | 34 | 10 | 15 | 9  | 29 | 28 | +1  |
|  | 7.   | Staggia              | 35 | 34 | 8  | 9  | 17 | 34 | 28 | +6  |
|  | 8.   | Juve Tavola          | 35 | 34 | 11 | 13 | 10 | 25 | 21 | +4  |
|  | 9.   | Sangimignanese       | 35 | 34 | 14 | 7  | 13 | 41 | 39 | +2  |
|  | 10.  | Foiano               | 32 | 34 | 9  | 13 | 12 | 32 | 32 | 0   |
|  | 11.  | Audax Rufina         | 31 | 34 | 9  | 13 | 12 | 29 | 38 | -9  |
|  | 12.  | Cortona Camucia      | 30 | 34 | 9  | 12 | 13 | 29 | 34 | -5  |
|  | 13.  | Dicomano             | 28 | 34 | 8  | 12 | 14 | 31 | 40 | -9  |
|  | 14.  | Firenze Ovest        | 28 | 34 | 7  | 14 | 13 | 22 | 34 | -12 |
|  | 15.  | Borgo Sansepolcro    | 28 | 34 | 8  | 12 | 14 | 30 | 43 | -13 |
|  | 16.  | Tegoleto             | 27 | 34 | 6  | 15 | 13 | 27 | 37 | -10 |
|  | 17.  | Nuova Società Chiusi | 25 | 34 | 7  | 11 | 16 | 32 | 43 | -11 |
|  | 18.  | Soci                 | 23 | 34 | 7  | 9  | 18 | 26 | 50 | -24 |

### Spareggio 2.posto
21-5-1989 Sestese-Sangiovannese 1-0 (a Siena)

### Spareggi promozione tra le 2.classificate
28-5-1989 Grosseto-Sestese 1-0 (a Livorno)